# Zemgalià
El zemgalià és una llengua indoeuropea del grup bàltic extinta el segle xvi. Era una llengua parlada a la zona que actualment correspon entre Letònia i Lituània, al golf de Riga, a la regió de Zemgalle.
Els zemgalians, així com els selonians i els curonians, a partir del segle xiii va començar a perdre la seva identitat com a pobles diferenciats i van ser assimilats pels letons i pels lituans. De la seva llengua no en van deixar testimonis escrits. Amb tot es considera que seria una llengua de transició entre el lituà i el letó.